# Miroslav Peris
 Miroslav Peris  (Karlovac, 1. veljače 1961. – Stipan, Gvozd, 14. rujna 1993.),  pilot i pukovnik Hrvatskog ratnog zrakoplovstva.
Rođen je u Karlovcu kamo su njegovi roditelji Ilija i Dragica r. Boić doselili iz Sošica, Žumberak. 

## Školovanje
Završivši osnovnu školu u Karlovcu, Miroslav se odlučio poći u srednju zrakoplovnu školu u  Mostaru. Svoje buduće zvanje vojnog pilota usavršio je u  Zadru i  Puli. Bio je najbolji đak u svojoj klasi.  Bihać mu je bilo prvo radno mjesto.Više puta znao je nadletjeti svojim zrakoplovom iznad Drežnika i tako pozdraviti svoje roditelje, brata Milana i sestru Maricu. U Karlovcu se i oženio Snježanom r. Vučić. Iz tog braka rodio im se sin Ivan.

## Vojna karijera
Miroslav Peris pomaže u planiranju i realizaciji preleta hrvatskog pilota Danijela Borovića i njegovog borbenog zrakoplova MIG-21 iz Bihaća u Pulu, te se brine za pravodobni odlazak Borovićeve obitelji iz Bihaća.
U veljači 1992. napušta JNA i odmah se stavlja na raspolaganje Hrvatskom ratnom zrakoplovstvu. Kobnog 14. rujna 1993. pilot Peris javlja se dragovoljno za akciju protiv agresora, koji je tih dana slao smrtonosne projektile po Sisku, Zagrebu, Karlovcu... Vraćajući se s izvršenog zadatka njegov MIG-21 zvan „osvetnik Vukovara“ pogodile su neprijateljske rakete kod mjesta Stipan u općini Gvozd (Vrginmost).
Uz vojne počasti, s nadlijetanjem zrakoplova iznad pogrebnog skupa, na hrnetićkom groblju u Karlovcu, 27. rujna 1993. pokopani su posmrtni ostaci hrvatskog viteza Miroslava Perisa.
Opraštajući se od Perisa zapovjednik Hrvatskog ratnog zrakoplovstva i protuzračne obrane general-pukovnik Imra Agotić kazao je: „Kao što je bio prvi u svojoj klasi u školovanju, tako je i u ratu za Hrvatsku pokazao sve osobine koje se traže od pilota – hrabrost, znanje, vještinu, spremnost na odricanje i entuzijazam. Iskazao se u oslobađanju okupiranih krajeva domovine. Njegova je smrt veliki gubitak. Odajemo mu priznanje za sve što je učinio i bio spreman učiniti za Hrvatsku.“
U Sošicama, na Žumberku, 2012. godine podignuta je bista njemu u čast. Povodom 25. obljetnice pogibije, 14. rujna 2018. godine, također uz visoke počasti, postavljena mu je spomen-ploča u Osnovnoj školi Banija, Karlovac čiji je bio učenik te mu je u čast iznad škole preletio MiG. Iste je godine započeto održavanje maratona Karlovac - Sošice za sjećanje na pukovnika Perisa.

## Odlikovanja
- Red kneza Domagoja s ogrlicom